# 仲野英志
仲野 英志（なかの ひでし、1941年11月26日 - 2007年1月30日）は、日本の実業家。

## 来歴・人物
大分県津久見市生まれ。大分県立東豊高等学校、大分大学学芸学部卒業。イースト・ウエスト・センター、ハワイ大学Speech-Communication学科修士課程修了。1964年、大分県立大分工業高等学校教諭、1971年、国立大分工業高等専門学校講師を経て、1972年、日本テキサス・インスツルメンツ株式会社入社。日出工場工場長、人事部長兼TQC推進室長、営業本部長（取締役）、メモリー事業部長等を歴任。
1997年、ボール・セミコンダクター・インコーポレイテッド（米テキサス州ダラス）の共同創業者として単身渡米。2004年、同社社長兼CEOへ就任。翌2005年非常勤顧問。2006年、ボール社を退社し帰国。2007年1月30日、心不全にて死去。

## 著書
- 『ITの先駆者丸い半導体（ボール・セミコンダクター）に挑んだ男たち』 新生出版、2006年、ISBN 978-4-86128-165-5。

## 文献
- Savage, Lorraine. "Spherical semiconductors may become reality." Solid State Technology 41.8 (1998): 34-36.
- 仲野英志,竹田宣生. "ボール・テクノロジー, その現状と未来 (MES'99 第 9 回マイクロエレクトロニクスシンポジウム論文集)--(招待講演)." マイクロエレクトロニクスシンポジウム論文集 9 (1999): 1-8, NAID 40004702110.
- 貫井孝, 菅沼克昭, 畑田賢造, 「MES'99 報告」『エレクトロニクス実装学会誌』 2000年 3巻 1号 p.84-89, エレクトロニクス実装学会, NAID 130004062805, doi:10.5104/jiep.3.84。
- Doe, Paula. "Serendipitous applications: Ball Semi sells litho tool and MEMS sensor.(Technology News)." Solid State Technology 45.8 (2002): 24-26.
- Yamanaka, Kazushi, et al. "Ultramultiple roundtrips of surface acoustic wave on sphere realizing innovation of gas sensors." ieee transactions on ultrasonics, ferroelectrics, and frequency control 53.4 (2006): 793-801.